# سس آووکادو

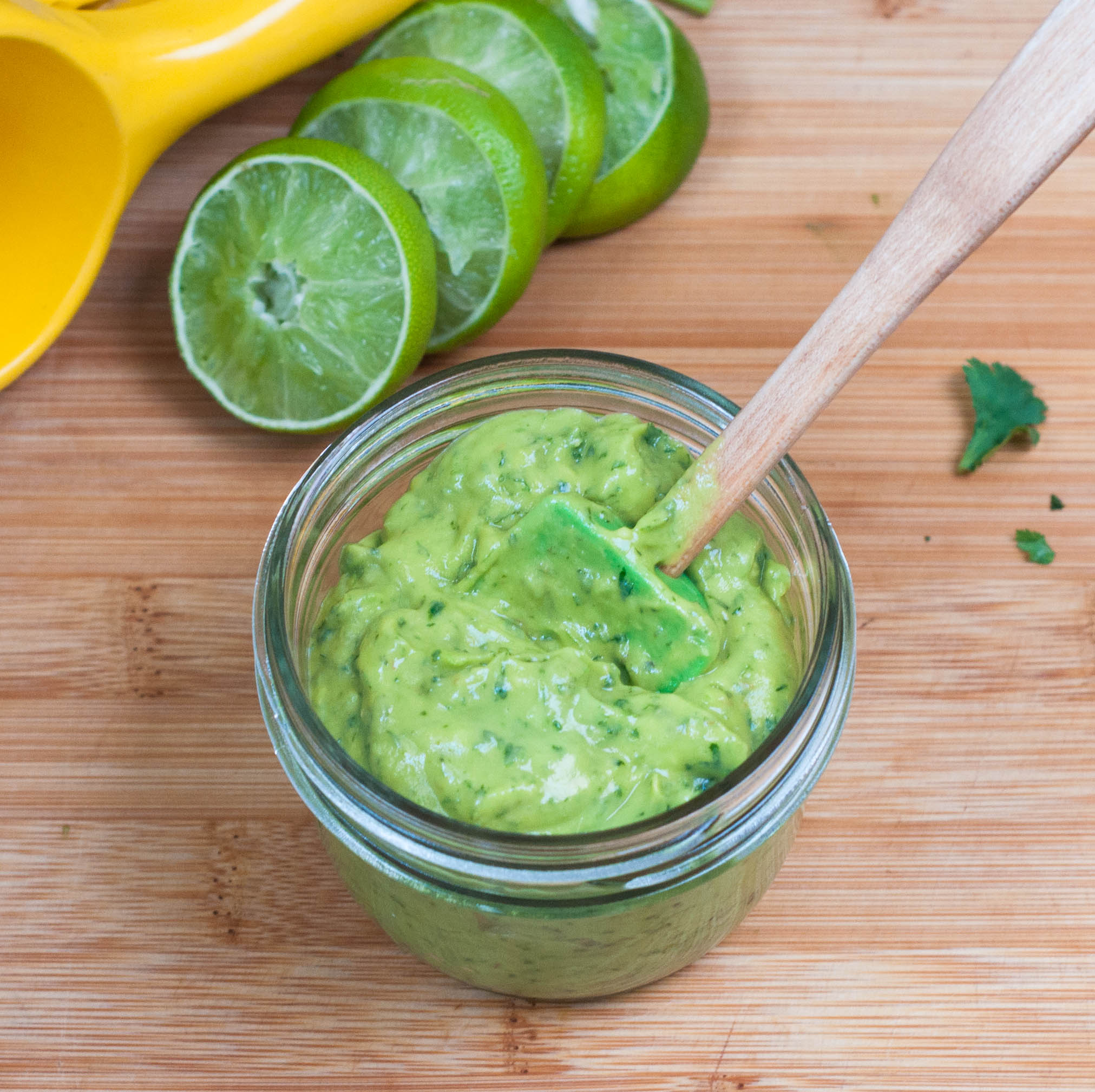
سس آووکادو تهیه شده با لیمو

سس آووکادو (انگلیسی: Avocado sauce) یک نوع سس است که از آووکادو به عنوان ماده اصلی استفاده می‌کند. با له کردن آووکادو تا رسیدن به پالپ آن و اضافه کردن آب و ادویه‌جات می‌توان این سس را تهیه کرد.
انواع استفاده سس آووکادو شامل چاشنی برای خوراک‌های گوشتی و خوراک‌هایی همچو فاهیتا،تاکو و تاکیتو است.  